# Tricar

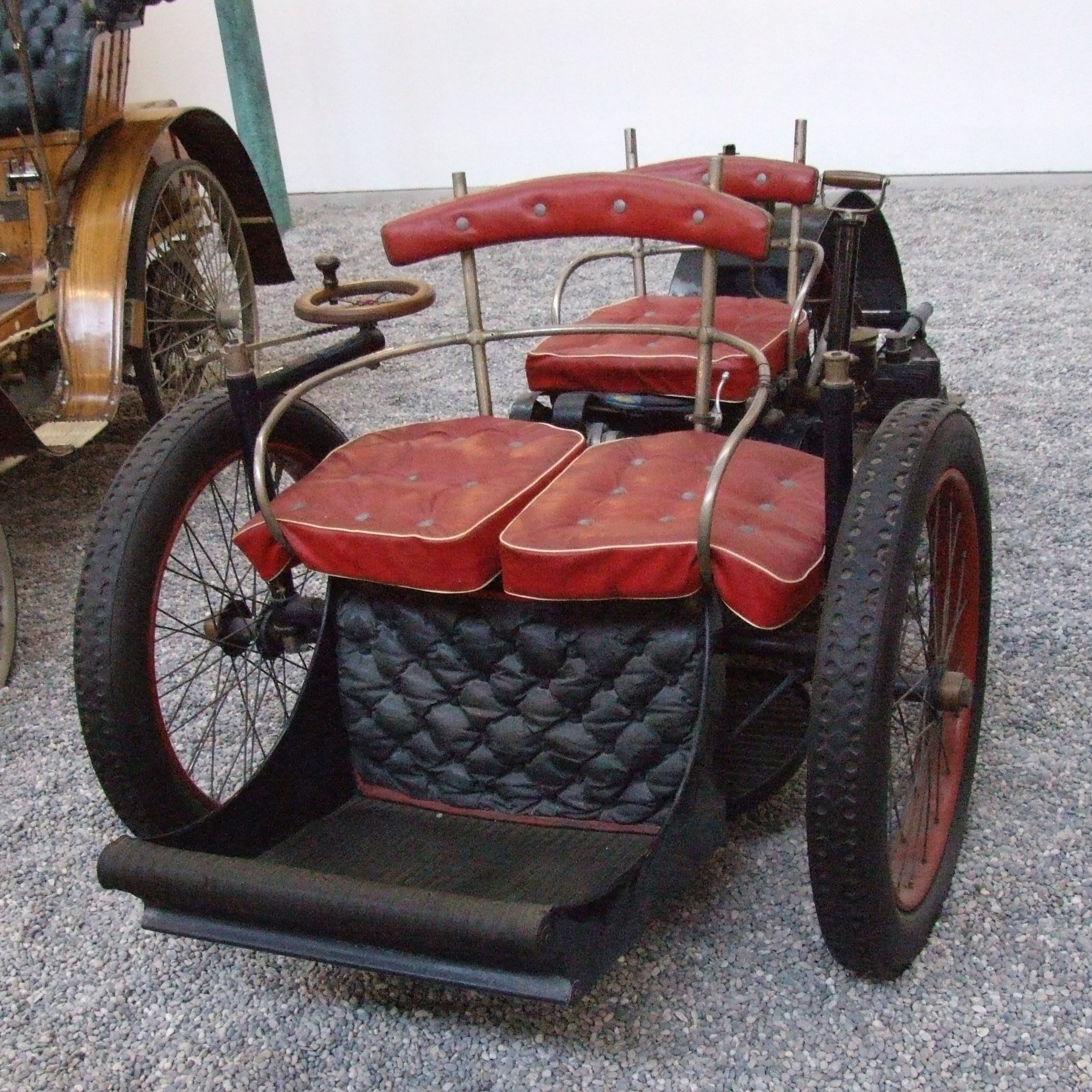
Voiturette de Léon Bollée (1896).

El tricar es un vehículo automóvil de tres ruedas, con las dos ruedas directrices en el eje delantero. El término se creó en la década de 1920.

## Historia
El primer modelo fue fabricado por Léon Bollée en 1895. Lo llamó «Voiturette» y registró el nombre. Con modelos especialmente preparados para la competición, alcanzaba una velocidad de 60 km/h.
Fue seguido por Thomas Humber en 1904, pero su vehículo no encontró el éxito esperado y solo se fabricó durante un año.
Los primeros Morgan adoptaron la configuración del tricar, y numerosos constructores produjeron este tipo de vehículos en las primeras décadas del siglo XX por sus ventajas fiscales. Sin embargo, la práctica totalidad de los constructores especializados en la frabicación de tricares, tales como la británica Castle Three, han desaparecido. 
La Fábrica Nacional Herstal, en Bélgica, fabricó entre 1938 y 1940 el FN Tricar, vehículo de tres ruedas sobre la base de la motocicleta M12.

## Construcción
Muchos tricares están derivados de una motocicleta. La parte trasera del vehículo era la de una motocicleta, con el bastidor, el sillín para el conductor y el motor. Delante del manillar se localiza un asiento para uno o dos pasajeros. Este asiento estaba a menudo entre las dos ruedas delanteras. El pasajero se convertía en una especie de parabrisas y de parachoques. Había también vehículos comerciales que tenían un área de carga en lugar del asiento delantero.

## Imágenes

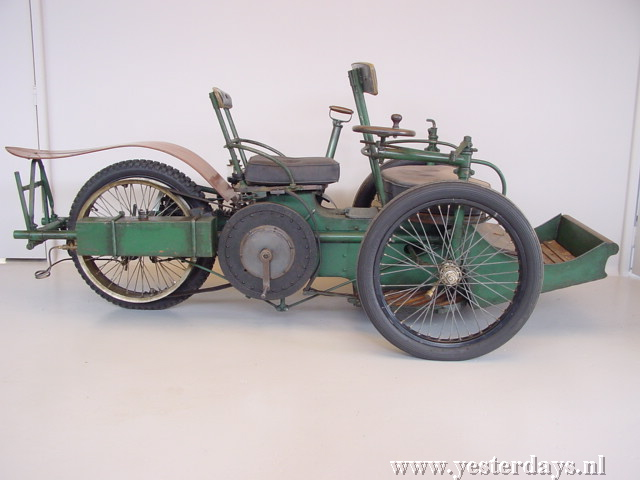
Modelo de Voiturette de Léon Bollée (1896)
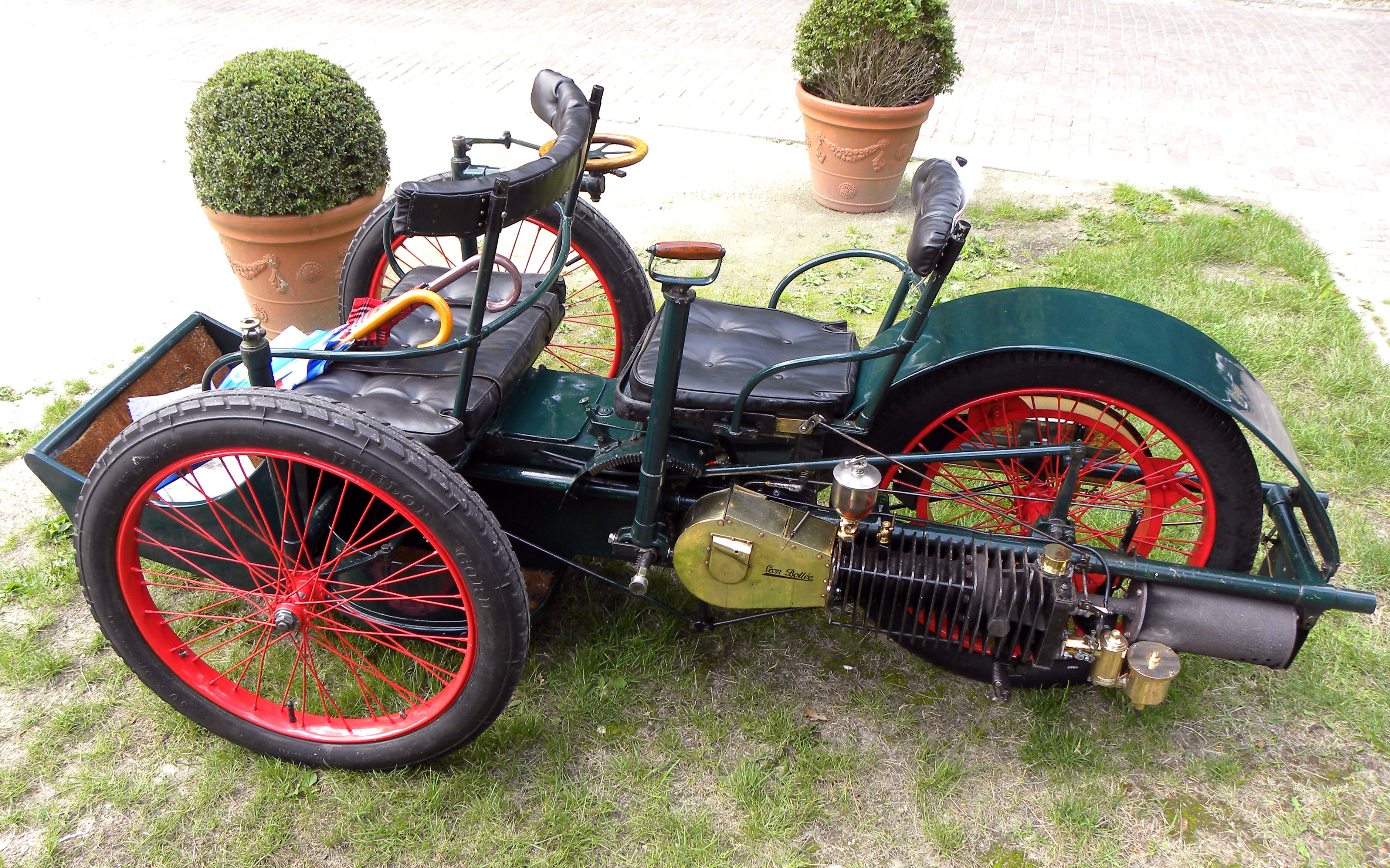
Voiturette de Léon Bollée
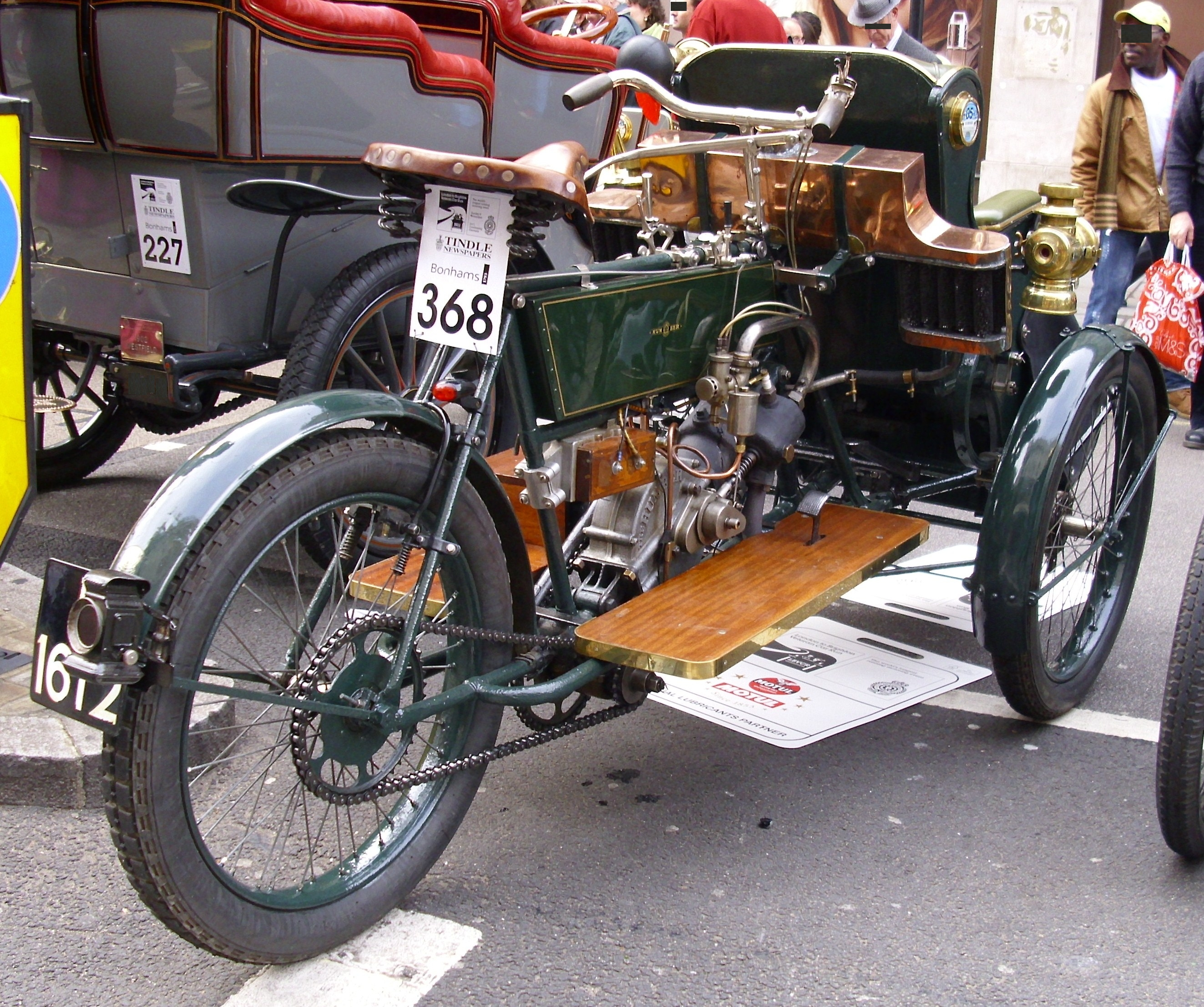
Tricar Humber
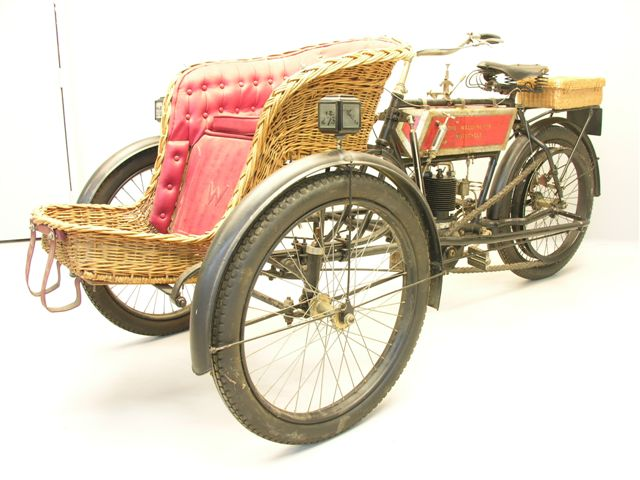
Tricar Waddington (1905)